# Liste der Wappen im Landkreis Regen
Die Liste der Wappen im Landkreis Regen zeigt die Wappen der Gemeinden im bayerischen Landkreis Regen.

## Landkreis Regen

Landkreis Regen Unter Schildhaupt mit den bayerischen Rauten in Rot ein silberner Pfahl, darin eine bewurzelte grüne Fichte; vorne ein silbernes Kelchglas, hinten ein wachsender Zinnenturm.
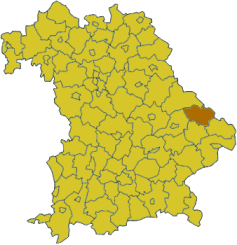
Lage des Landkreises Regen in Bayern
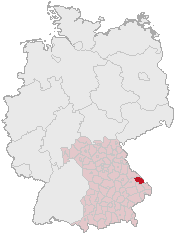
Lage des Landkreises Regen in Deutschland
Landkreis Regen (–1972) Unter Schildhaupt mit den bayerischen Rauten gespalten von Gold und Grün; in verwechselten Farben vorne eine bewurzelte Fichte, hinten ein Stengelglas.[1]
Landkreis Viechtach (–1972) Gespalten durch einen von Silber und Blau gerauteten Pfahl von Rot und Silber; vorne ein zinnenbekrönter silberner Burgturm, hinten auf grünem Dreiberg eine grüne Fichte.

## Wappen der Städte, Märkte und Gemeinden

Gemeinde Achslach In Blau ein silberner Wellenbalken, oben schräg gekreuzt zwei goldene Pilgerstäbe, belegt mit einer silbernen Pilgermuschel, unten ein golden bewehrter silberner Steinbockrumpf.
Gemeinde Arnbruck In Silber eine durchgehende gemauerte rote Brücke mit drei Bögen; darüber schwebend ein goldenes Schildchen, darin ein grüner Dreiberg.[2]
Gemeinde Bayerisch Eisenstein In Schwarz eine gesenkte, eingeschweifte silberne Spitze, darin eine aus dem Schildrand wachsende grüne Tanne, darüber rechts eine senkrechte goldene Hirschstange, links ein goldenes Kelchglas.
Gemeinde Bischofsmais Geteilt von Rot und Gold; oben schwebend eine silberne Mitra mit abhängenden Bändern, unten ein grüner Dreiberg.
Gemeinde Böbrach In Blau über einem gesenkten silbernem Wellenbalken ein springender silberner Biber; im linken Obereck ein goldener Apfel.
Markt Bodenmais Geteilt durch den Umriss des Silberbergs in Blau und Silber; oben der goldene Kurhut mit silbernem Hermelinbesatz, unten gekreuzt ein schwarzer Schlägel und ein schwarzer Bergmannshammer.[3]
Gemeinde Drachselsried Unter blauem Schildhaupt, darin gekreuzt ein goldener Abtstab und ein silberner Schlüssel, in Gold ein rot bekleideter, schwarzbärtiger Mannsrumpf mit dreizipfeligem rotem Stulphut.[4]
Gemeinde Frauenau In Silber ein schräg gestellter fünfblättriger roter Lindenzweig.[5]
Gemeinde Geiersthal In Silber auf rotem Dreiberg stehend eine gestürzte eingeschweifte rote Spitze, darin ein golden bewehrter silberner Geier.[6]
Gemeinde Gotteszell Durch eine eingeschweifte silberne Spitze, darin eine blaue Taube mit rotem Schnabel und roten Krallen, die einen grünen Zweig im Schnabel hält, gespalten; vorne in Schwarz ein rot-silber geschachter Schrägbalken, hinten gespalten von Rot und Silber, belegt mit einem goldenen Balken.
Gemeinde Kirchberg i.Wald In Gold über grünem Dreiberg ein schräger, gestümmelter roter Ast und die schräglinks gelegte rote Krümme eines Abtstabs.
Gemeinde Kirchdorf i.Wald In Gold auf einem grünen Dreiberg, belegt mit einer silbernen heraldischen Lilie, eine grüne Tanne, beseitet vorne von einem aufrechten roten Abtstab, hinten von einer aufrechten roten Reuthaue.
Gemeinde Kollnburg Geteilt durch einen von Silber und Blau in drei Reihen gerauteten Balken; oben gespalten von Silber und Rot und zinnenförmig geteilt in verwechselten Farben, unten gespalten von Silber und Rot.
Gemeinde Langdorf Gespalten von Silber und Blau; vorne ein schrägliegender fünfblättriger roter Lindenzweig, hinten ein aufrechtes, auswärts gekehrtes silbernes Rodungsbeil.
Gemeinde Lindberg In Gold aus schwarzem Dreiberg wachsend ein grüner Lindenzweig mit drei Blättern.
Gemeinde Patersdorf In Blau unter einem erhöhten silbernen Göpel und über aufgeschichteten Granitblöcken schräg gekreuzt ein goldener Pfeil und ein goldenes Schwert.
Gemeinde Prackenbach Unter blauem Wellenschildhaupt und über rotem Dreiberg, belegt mit einem von Blau und Silber in zwei Reihen gerauteten Balken, in Silber zwei voneinander abgekehrte rote Steinbockhörner.
Stadt Regen In Blau unter einem von Rot, Gold und Blau gestreiften Regenbogen eine silberne heraldische Lilie mit goldenen Staubfäden.
Gemeinde Rinchnach In Gold über grünem Dreiberg zwei schräg gekreuzte silberne Reuthauen mit schwarzen Griffen.
Markt Ruhmannsfelden In Rot ein zweireihig von Silber und Blau gerauteter Schrägbalken.
Markt Teisnach In Gold eine eingeschweifte blaue Spitze, darin ein silberner Wellenbalken; vorne ein senkrecht links gewendetes halbes blaues Zahnrad, hinten ein grüner Nadelbaum.
Stadt Viechtach In Gold eine grüne Fichte mit braunem stark bewurzeltem Stamm.
Gemeinde Zachenberg Über goldenem Dreiberg gespalten, vorne von Rot und Silber gespalten, belegt mit einem goldenen Balken, hinten in Rot ein in drei Reihen von Blau und Silber gerauteter Balken.
Stadt Zwiesel In Rot eine gestürzte, eingeschweifte goldene Spitze; im ganzen überdeckt mit einem stehenden, blau gerüsteten Ritter mit blauem Eisenhut und Dolch an der Seite, in der Rechten ein mit goldenem Wehrgehänge umwundenes blaues Schwert, mit der Linken gestützt auf einen gespaltenen Schild; darin vorne in Gold am Spalt ein halber schwarzer Adler, hinten die bayerischen Rauten.

## Ehemalige Gemeinden mit eigenem Wappen

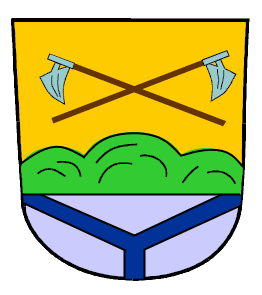
Gemeinde Rinchnachmündt Über silbernem Schildfuß, darin ein blaues Deichselkreuz, in Gold über grünem Dreiberg zwei schräg gekreuzte blaue Reuthauen mit schwarzen Griffen.

- Gemeinde
Rinchnachmündt
Über silbernem Schildfuß, darin ein blaues Deichselkreuz, in Gold über grünem Dreiberg zwei schräg gekreuzte blaue Reuthauen mit schwarzen Griffen.